# Meliorativne
Meliorativne (en ucraniano: Меліоративне, romanizado: Melioratyvne) es un pueblo ucraniano perteneciente al óblast de Dnipropetrovsk. Situado en el centro del país, forma parte del raión de Novomoskovsk y del municipio (hromada) de Pishchanka.

## Toponimia
El nombre del asentamiento en ruso es Melioratívnoye (en ruso: Мелиоративное). 

## Geografía
Meliorativne se sitúa a orillas del río Samara, 16 km al este de Novomoskovsk y 33 km al noreste de Dnipró.  

## Historia
El lugar fue creado en relación con la construcción del canal Dnieper-Dombás en 1969, y en 1975 recibió el estatus de asentamiento de tipo urbano.
En 2023, Meliorativne perdió el estatus de asentamiento de tipo urbano debido a la eliminación de este estatus administrativo.

## Demografía
La evolución de la población de Meliorativne entre 1979 y 2022 fue la siguiente:
| 4300                                                          | 5158 | 4519 | 4286 | 4284 | 4140 | 4116 | 3963 |
| (Fuente: Cities & Towns of Ukraine y UKRAINE: Größere Städte) |      |      |      |      |      |      |      |

Según el censo de 2001, la lengua materna de la mayoría de los habitantes, el 84,4%, es el ucraniano; y del 15,07%, el ruso.

## Infraestructura

### Transporte
La estación de tren de Orlivshchina, ubicada en Meliorativne, se encuentra en la vía férrea que conecta Novomoskovsk y Pavlogrado con otras conexiones a Dnipró, Járkiv y Zaporiyia. A partir de 2020, no hay tráfico de pasajeros y la estación más cercana con tráfico de pasajeros es Novomoskovsk-Dniprovski. El asentamiento tiene acceso a la autopista M04 que conecta Dnipró con Pokrovsk vía Pavlogrado y a la autopista M18 que conecta Járkiv con Zaporiyia y Melitópol. 